# Santa Colomba d'Ers
Santa Colomba d'Ers (en francès Sainte-Colombe-sur-l'Hers) és un municipi francès situat al departament de l'Aude i a la regió d'Occitània.